# Reunion (The Temptations)
Reunion è un album in studio del gruppo vocale statunitense The Temptations, pubblicato nel 1982.

## Tracce
Side 1
1. Standing on the Top (arranged by Rick James) – 9:48 (Rick James)
2. You Better Beware (arranged by Rudy Robinson, Curtis Nolen and Raymond Crossley) – 5:00 (Barrett Strong)
3. Lock It in the Pocket (arranged by Benjamin Wright, William Bickelhaupt and Kerry Gordy) – 4:30 (Kerry Gordy, Benny Medina)

Side 2
1. I've Never Been to Me (arranged by Daniel Kane, Ken Hirsch and Ron Miller) – 5:57 (Ron Miller, Ken Hirsch)
2. Backstage (arranged by Paul Riser) – 4:31 (Smokey Robinson)
3. More On the Inside (arranged by Paul Riser) – 3:49 (Robinson)
4. Money's Hard to Get (arranged by Benjamin Wright, Kerry Gordy and William Bickelhaupt) – 4:44 (K. Gordy, Medina)

## Formazione
- Dennis Edwards – voce (tenore)
- Melvin Franklin – voce (basso)
- Eddie Kendricks – voce (tenore/falsetto)
- Glenn Leonard – voce (tenore/falsetto)
- David Ruffin – voce (tenore/baritono)
- Richard Street – voce (tenore)
- Otis Williams – voce (baritono)
- Rick James – voce
- Mary Jane Girls – cori (Standing on the Top)